# React (уеб фреймуърк)
React (известен също като React.js или ReactJS) е JavaScript библиотека за изграждане на потребителски интерфейс, с която може да се програмират уебсайтове и мобилни софтуерни приложения, която е с отворен код . Поддържа се от Facebook и общност от разработчици и компании.
React може да се използва като основа при разработването на уеб страници или мобилни приложения. React обаче се занимава само с предоставяне на данни в DOM и затова създаването на React приложения обикновено изисква използването на допълнителни библиотеки за управление на състоянието на графичните елементи, както и за маршрутизиране. Redux и React Router са съответните примери за такива библиотеки.

## Виж още
- AngularJS
- Next.js